# Бобровское сельское поселение (Волгоградская область)
Бобро́вское се́льское посе́ление — муниципальное образование в составе Серафимовичского района Волгоградской области.
Административный центр — хутор Бобровский 2-й.

## История
Бобровское сельское поселение образовано 24 декабря 2004 года в соответствии с Законом Волгоградской области № 979-ОД.

## Население
| 2010 | 2012 | 2013 | 2014 | 2015 | 2016 | 2017 |
| ---- | ---- | ---- | ---- | ---- | ---- | ---- |
| 806  | ↘796 | ↘769 | ↘749 | ↘738 | ↘722 | ↘706 |
| 2018 | 2019 | 2020 | 2021 |      |      |      |
| ↘679 | ↗680 | ↘668 | ↘648 |      |      |      |

## Состав сельского поселения
| № | Населённый пункт | Тип населённого пункта        | Население |
| - | ---------------- | ----------------------------- | --------- |
| 1 | Базки            | хутор                         | 280       |
| 2 | Бобровский 2-й   | хутор, административный центр | 526       |